# Claire Fournier
Pour les articles homonymes, voir Fournier.
Claire Fournier, née le 8 décembre 1972 à Tours (Indre-et-Loire), est une journaliste française de télévision.

## Biographie
Après avoir présenté le journal télévisé économique sur Bloomberg TV France, Claire Fournier devient correspondante à New York de cette même chaîne, où elle couvre les événements culturels ainsi que l'actualité économique. En 2004, elle est nommée correspondante à Paris pour CNBC Europe. Elle devient ensuite rédactrice en chef du Journal de l’économie sur la chaîne d'information en continu i>Télé, où elle présente aussi i>Bourse ainsi que des sujets économie-finance et des journaux.
En septembre 2008, elle rejoint France 5 pour succéder à Carole Gaessler à la présentation de l'émission C'est notre affaire. Fin novembre 2008, elle présente avec Nicolas Beytout le débat La France en faillite sur France 5 avec Laurence Parisot, Michel Rocard ou encore Éric Woerth.
Après la suppression en 2013 de l'émission C'est notre affaire, elle travaille à des documentaires pour France 5, notamment sur les hommes d'affaires François Pinault et Bernard Arnault. Réalisé avec Antoine Coursat, ce documentaire baptisé Les frères ennemis du luxe, est diffusé sur France 5 en 2014, dans la collection « Duels ».
Claire Fournier revient sur I-Télé en août 2014 : elle coprésente La matinale week-end pendant l'été ainsi que son édito économique. Elle présente également ses chroniques économique tous les matins aux côtés de Bruce Toussaint dans la Team Toussaint, la matinale info à partir de septembre 2014.
En aout 2017, Claire Fournier rejoint LCI. Elle y assure les éditos économiques dans le 9-12 d'Élizabeth Martichoux.
À partir de décembre 2023 elle écrit et présente un podcast sur la thématique de la ménopause intitulé Chaud dedans, produit et diffusé sur la plateforme Binge Audio.

### Vie privée
Claire Fournier est mariée au journaliste Julian Bugier. Ils ont deux enfants :  Lucien, né en 2011, et Gabrielle, née en 2013.  